# Casa Moruna
La Casa Moruna era un edifici historicista ubicat l'avinguda de Catalunya 8 de Cerdanyola del Vallès (Vallès Occidental). Va ser construït el segle XX i enderrocat el 2000.
Va ser una petita casa de planta quadrada, amb les façanes ornamentades amb motius propis de l'arquitectura musulmana: arcs de ferradura ressaltats amb elements de rajoles de ceràmica i combinat amb elements de protecció de teula àrab sustentades sobre una petita estructura de ferro. La façana principal va ser coronada per motius geomètrics en forma de merlet. Destacava el porxo d'entrada format per arcs de ferradura sustentats per columnes i capitells. Les finestres eren ornamentades per formes rectangulars que emmarquen els arcs dels portals a l'estil àrab, notables per la seva decoració.